# جورج ألبي
جورج ألبي (بالإنجليزية: George Albee)‏ هو عالم نفس أمريكي، ولد في 20 ديسمبر 1921 في سانت ماريز في الولايات المتحدة، وتوفي في 8 يوليو 2006 في لونغبوت كي في الولايات المتحدة.